# 任桂珍
任桂珍（1933年8月23日—2020年10月10日），女，山东临沂人，中華人民共和國女高音歌唱家，歌剧演唱家。歌剧《江姐》中第一代“江姐”的扮演者，也是《白毛女》《小二黑结婚》《红霞》《刘三姐》《洪湖赤卫队》《江姐》等歌剧中的女主角以及歌曲《唱支山歌给党听》《解放军同志请你停一停》的首唱歌手。

## 生平
1933年，任桂珍出生于山东临沂。1948年，任桂珍离开山東，随中國人民解放军南下渡過長江到上海，在华北人民艺术剧院歌舞团工作。1952年后，任上海歌剧院担任艺术指导。1960年代初和男高音歌唱家施鸿鄂合作，在上海等地举行独唱音乐会。先后在歌剧《白毛女》中饰喜儿、《小二黑结婚》中饰小芹、《红霞》中饰红霞、《洪湖赤卫队》中饰韩英、《刘三姐》中饰刘三姐、《江姐》中饰江姐（1965年）、《沙家浜》中饰阿庆嫂、《红珊瑚》中饰珊妹等。她也为电影《红日》配唱《谁不说俺家乡好》、为電影《聂耳》配唱《铁蹄下的歌女》和《塞外村女》，为《摩雅傣》配唱《摇篮曲》等。
1983年12月当选中国农工民主党第九届中央委员会候补委员。1984年12月递补为中央委员。1986年，因为丈夫饶余鉴被公派意大利深造，任桂珍也陪同旅居。她在意大利生活了十年，直到1996年返回上海。2010年加入中国共产党。
晚年因脑溢血住院。2020年10月10日在上海华山医院去世。